# 小川史
小川 史（おがわ ひろし、1960年6月6日 - ）は、千葉県市川市出身の元プロ野球選手（内野手）、プロ野球コーチ。

## 来歴
浦安高校ではエースで中心打者として活躍した。1978年の夏の県大会で準決勝に進出するが、和田豊らのいた我孫子高に敗退した。高校通算打率.475を記録している。
1978年オフにドラフト外で西武ライオンズに入団した。西武時代は行沢久隆、石毛宏典などの台頭で目立つ活躍はなく、1982年オフに金銭トレードにて南海ホークスへ移籍した。
1984年シーズン中盤から内野の控えとして一軍に定着、福本豊が通算1000盗塁を決めた際の遊撃手で二塁への送球を受けていた。1986年には遊撃手のレギュラーを獲得し、規定打席（35位、打率.248）にも到達した。しかし1987年は5月に故障欠場、8月に復帰するが打率は低迷。翌1988年は湯上谷宏にポジションを譲る。1989年は森脇浩司と併用され81試合に先発出場、1990年には91試合に先発し定位置を奪還する。1991年には移籍の水上善雄と併用され、1992年には新入団の浜名千広に定位置を譲るが、その後も内外野をこなすユーティリティプレイヤーとして活躍。1990年から1991年までダイエーの選手会長を務め、チームリーダーとしてチームを牽引した。またこの頃、藤本博史・湯上谷宏・森脇浩司との4人（4人とも名前読みが『ひろし』）で内野を守ることが度々あった。1994年から出場機会が減少、現役最終年となる1996年は一軍出場はなく、同年オフに現役引退した。
引退後はダイエーのフロントとして3年間・コーチとして2年間在籍後、テレビ西日本のゲスト解説者、オリックスのコーチ、ソフトバンクの編成管理スタッフと歴任し、2009年から2010年まで楽天スカウトを務めた。
2011年からはソフトバンクに三軍監督として復帰した。2014年からは一軍ヘッドコーチを務め、同年のリーグ優勝・日本一に貢献した。その後、2015年は再び三軍監督、2016年からは二軍内野守備走塁コーチを務めた。2017年12月27日、プロスカウト就任が発表され、のちにスカウトチーフとなった。
2022年からは3度目の三軍監督として現場に復帰した。2023年は新設された四軍の監督を担当し、2024年からは4度目となる三軍監督を務める。2024年限りでコーチングスタッフは退任し、2025年からは編成育成本部付ディレクターを務める。

## 人物
背番号変更が多い選手で、西武入団時にドラフト外ながらいきなり背番号1を与えられたが（当初は背番号2が予定されていたが、キャンプイン直前にロッテから山崎裕之の移籍が決定し、背番号2を着けることになったため変更）、後に新外国人ジム・タイロンに背番号1を譲り背番号24となった。しかし今度は背番号24を秋山幸二（背番号71から昇格）に譲り、小川は背番号50に。移籍した南海では最初背番号56を着けていたが奮起して背番号1に昇格も、1993年オフにトレードで入団した秋山に再び背番号を譲渡した。背番号1から背番号31に変わり引退まで着用した。秋山は、ルーキー時代に新人の教育係だった小川について「どんな些細なことでも怒られた。今のソフトなイメージとは想像もつかないほど怖かった」と述べている。なお引退後、秋山がホークスでの現役時代には一塁コーチとして2000本安打達成（2000年8月18日）に立ち会って最初に祝福したり、秋山が監督を務めていた2014年にはヘッドコーチとして支えた。
プロ野球珍プレー・好プレーでも度々登場し、1988年には死球で乱闘に発展したジョージ・ライトを抑えると味方ながら振り払われそうになったり、1989年4月23日のロッテ戦（宮城球場）ではマイク・ディアズが死球を受けて投手を追いかけ回し、止めに入ると突き飛ばされて脚を負傷、サポーターをして守備に就いた。同年の川崎球場での別のロッテ戦では外野からの中継プレーで二塁に自軍のカバーがいないところで走者の初芝清の腕に送球を直撃させてしまい、帽子を取って謝った。また、1991年の西武戦では本塁打を放ったマイク・ラガを最後に出迎えるとキスされて唖然とする姿が印象的に放送された。
ホークス時代の応援歌は「小さな世界」が使用されていた。なお、ホークスは1990年から球団歌や選手別応援歌が収録されたCDをリリースしているが、小川の応援歌は権利関係から「小さな世界」のメロディで収録されておらず（本来は固有応援歌の無い選手に使われる曲が当てられていた。）、引退翌年の1997年からは小川名義で収録されていたメロディはヒッティング・テーマ名義となって以降も毎年収録されている。

## 詳細情報

### 年度別打撃成績
| 年 度      | 球 団         | 試 合 | 打 席 | 打 数 | 得 点 | 安 打 | 二 塁 打 | 三 塁 打 | 本 塁 打 | 塁 打 | 打 点 | 盗 塁 | 盗 塁 死 | 犠 打 | 犠 飛 | 四 球 | 敬 遠 | 死 球 | 三 振 | 併 殺 打 | 打 率 | 出 塁 率 | 長 打 率 | O P S |
| ---------- | ------------- | ----- | ----- | ----- | ----- | ----- | -------- | -------- | -------- | ----- | ----- | ----- | -------- | ----- | ----- | ----- | ----- | ----- | ----- | -------- | ----- | -------- | -------- | ----- |
| 1980       | 西武          | 7     | 1     | 1     | 2     | 0     | 0        | 0        | 0        | 0     | 0     | 0     | 0        | 0     | 0     | 0     | 0     | 0     | 0     | 0        | .000  | .000     | .000     | .000  |
| 1983       | 南海 ダイエー | 11    | 9     | 7     | 1     | 1     | 0        | 0        | 0        | 1     | 0     | 1     | 0        | 1     | 0     | 1     | 0     | 0     | 1     | 0        | .143  | .250     | .143     | .393  |
| 1984       | 南海 ダイエー | 51    | 53    | 45    | 8     | 11    | 2        | 0        | 0        | 13    | 4     | 3     | 0        | 5     | 0     | 3     | 0     | 0     | 4     | 1        | .244  | .292     | .289     | .581  |
| 1985       | 南海 ダイエー | 113   | 221   | 192   | 26    | 44    | 8        | 0        | 2        | 58    | 18    | 9     | 5        | 13    | 0     | 15    | 0     | 1     | 25    | 9        | .229  | .288     | .302     | .591  |
| 1986       | 南海 ダイエー | 128   | 516   | 472   | 47    | 117   | 15       | 1        | 3        | 143   | 32    | 14    | 5        | 25    | 0     | 19    | 0     | 0     | 66    | 5        | .248  | .277     | .303     | .580  |
| 1987       | 南海 ダイエー | 73    | 172   | 141   | 14    | 28    | 2        | 0        | 0        | 30    | 7     | 6     | 4        | 12    | 2     | 17    | 0     | 0     | 20    | 4        | .199  | .281     | .213     | .494  |
| 1988       | 南海 ダイエー | 101   | 188   | 164   | 17    | 28    | 6        | 1        | 0        | 36    | 10    | 2     | 1        | 15    | 0     | 8     | 0     | 0     | 24    | 1        | .171  | .209     | .220     | .429  |
| 1989       | 南海 ダイエー | 93    | 312   | 273   | 36    | 74    | 10       | 1        | 3        | 95    | 21    | 9     | 2        | 21    | 2     | 16    | 0     | 0     | 39    | 5        | .271  | .309     | .348     | .657  |
| 1990       | 南海 ダイエー | 106   | 316   | 275   | 36    | 69    | 13       | 0        | 3        | 91    | 27    | 6     | 1        | 19    | 3     | 17    | 0     | 2     | 36    | 9        | .251  | .296     | .331     | .627  |
| 1991       | 南海 ダイエー | 101   | 183   | 143   | 21    | 31    | 6        | 0        | 0        | 37    | 13    | 4     | 1        | 10    | 4     | 25    | 1     | 1     | 22    | 5        | .217  | .329     | .259     | .588  |
| 1992       | 南海 ダイエー | 77    | 98    | 88    | 13    | 19    | 2        | 2        | 0        | 25    | 7     | 3     | 1        | 4     | 0     | 6     | 0     | 0     | 14    | 2        | .216  | .266     | .284     | .550  |
| 1993       | 南海 ダイエー | 74    | 115   | 105   | 6     | 25    | 7        | 0        | 0        | 32    | 6     | 1     | 1        | 4     | 1     | 5     | 0     | 0     | 15    | 2        | .238  | .270     | .305     | .575  |
| 1994       | 南海 ダイエー | 33    | 22    | 22    | 3     | 10    | 1        | 0        | 0        | 11    | 5     | 0     | 0        | 0     | 0     | 0     | 0     | 0     | 5     | 0        | .455  | .455     | .500     | .955  |
| 1995       | 南海 ダイエー | 38    | 62    | 53    | 5     | 12    | 1        | 0        | 0        | 13    | 5     | 1     | 0        | 2     | 1     | 4     | 0     | 2     | 8     | 1        | .226  | .300     | .245     | .545  |
| 通算：14年 | 通算：14年    | 1006  | 2268  | 1981  | 235   | 469   | 73       | 5        | 11       | 585   | 155   | 59    | 21       | 131   | 13    | 136   | 1     | 6     | 279   | 44       | .237  | .286     | .295     | .581  |

- 南海（南海ホークス）は、1989年にダイエー（福岡ダイエーホークス）に球団名を変更

### 記録
初記録
- 初出場：1980年8月2日、対南海ホークス後期5回戦（西武ライオンズ球場）、8回裏に田淵幸一の代走で出場
- 初先発出場：1983年6月1日、対ロッテオリオンズ7回戦（大阪スタヂアム）、8番・遊撃手で先発出場
- 初安打：同上、5回裏に中居謹蔵から単打
- 初盗塁：同上、5回裏に二盗（投手：中居謹蔵、捕手：土肥健二）
- 初打点：1984年8月3日、対近鉄バファローズ15回戦（藤井寺球場）、6回表に住友一哉から
- 初本塁打：1985年5月8日、対日本ハムファイターズ4回戦（後楽園球場）、3回表に田中富生からソロ

節目の記録
- 1000試合出場：1995年9月9日、対オリックス・ブルーウェーブ25回戦（福岡ドーム）、7回裏に吉永幸一郎の代打で出場 ※史上327人目

### 背番号
- 2（1979年入団当初）
- 1（1979年 - 同年途中、1986年 - 1993年）
- 24（1979年途中 - 1981年）
- 50（1982年）
- 56（1983年 - 1985年）
- 31（1994年 - 1996年）
- 79（2000年 - 2001年）
- 74（2003年 - 2004年、2011年 - 2017年）
- 76（2022年）
- 011（2023年）
- 85（2024年）